# هاري سيمبسون (لاعب كرة قدم)
هاري سيمبسون (بالإنجليزية: Harry Simpson)‏ هو لاعب كرة قدم بريطاني (وحمل سابقاً جنسية المملكة المتحدة لبريطانيا العظمى وأيرلندا) في مركز الهجوم، ولد في 1869 في المملكة المتحدة. لعب مع ستوك سيتي ونادي ستيرلينغشير الشرقية وفورفار أثلتيك ‏.